# حنا ایبارا
حنا ایبارا (انگلیسی: Hanna Ibarra؛ زادهٔ ۱۳ ژوئن ۱۹۸۹) بازیکن فوتبال اهل فیلیپین است.
وی همچنین در تیم ملی فوتبال زنان فیلیپین بازی کرده‌است.